# Лео Ґудвін (плавець)
Лео Ґудвін (англ. Leo Goodwin; 13 листопада 1883 — 25 травня 1957) — американський плавець, стрибун у воду і ватерполіст.
Олімпійський чемпіон 1904 року, призер 1908 року.